# L'Palais de justice
 (mars 2025).
Motif : Pas de sources centrées + Discussion:L'Palais de justice/Admissibilité.
- Archive Wikiwix
- Bing
- Cairn
- DuckDuckGo
- E. Universalis
- Gallica
- Google
- G. Books
- G. News
- G. Scholar
- Persée
- Qwant
- (zh) Baidu
- (ru) Yandex
- (wd) trouver des œuvres sur Wikidata

| 1. | Préciser le motif de la pose du bandeau. | Précisez le motif de la pose du bandeau en utilisant la syntaxe suivante : {{admissibilité à vérifier\|date=mai 2025\|motif=remplacez ce texte par le motif}}                            |
| 2. | Informer les utilisateurs concernés.     | Pensez à avertir le créateur de l'article, par exemple, en insérant le code ci-dessous sur sa page de discussion : {{subst:avertissement admissibilité à vérifier\|L'Palais de justice}} |

L'Palais de justice est le premier album studio en solo de Freeman, sorti en 1999 alors qu'il était encore membre du groupe de rap français IAM. Il atteint alors la 7e place des classements français et sera finalement certifié disque d'or,.
Le titre de l'album fait référence au palais de la bouche du rappeur, par opposition au palais de justice, « quelque chose qui était assez négatif pour nous. [...] Quand on fait des sons, il faut qu'on transforme le mal en bien » expliquera Freeman.

## Production
La conception de l'album a débuté en parallèle de celle de L'École du micro d'argent et de Où je vis, en collaboration avec les autres membres du groupe IAM. La production de la plupart des morceaux est assurée par Akhenaton et Imhotep, et les scratches par les Turntables Dragunz (DJ Ralph, DJ Majestic et Sya Styles). Kephren officie comme producteur exécutif.
Le rappeur K.Rhyme Le Roi est au côté de Freeman sur la majorité des titres (lui et Freeman sont d'ailleurs représentés d'égal à égal dans le livret et au dos de la pochette de l'album),. On note les featurings des rappeurs Pit Baccardi, Oxmo Puccino et de membres de La Cosca, ou encore la participation du chanteur Khaled sur le morceau Bladi, évocation du bled.

## Accueil critique
L'Palais de justice est « une œuvre humble, monochrome et uniforme. En un mot : respectable », estime l'Abcdr du son. 
Le Temps y voit un album « solide, mais sans surprises ». 

## Liste des morceaux
| 1.    | Intrus (feat. K.Rhyme Le Roi)                                                                              | Akhenaton, Imhotep           | 2:42 |
| 2.    | L'Palais de justice (feat. K.Rhyme Le Roi)                                                                 | Akhenaton                    | 4:17 |
| 3.    | Qui s'absente (feat. K.Rhyme Le Roi)                                                                       | Imhotep                      | 4:29 |
| 4.    | Combien j'ai ramé (feat. K.Rhyme Le Roi)                                                                   | Nabil Ghrib, Christophe Seys | 4:04 |
| 5.    | L'aimant                                                                                                   | IAM                          | 0:14 |
| 6.    | Drôle de vie (feat. K.Rhyme Le Roi)                                                                        | Imhotep                      | 4:28 |
| 7.    | La sphère de l'influence (feat. K.Rhyme Le Roi)                                                            | Akhenaton                    | 4:09 |
| 8.    | Le voile du silence (feat. K.Rhyme Le Roi)                                                                 | Akhenaton                    | 4:29 |
| 9.    | Destiné à finir seul                                                                                       | Imhotep                      | 4:29 |
| 10.   | Le passé reste (feat. K.Rhyme Le Roi, Pit Baccardi et Oxmo Puccino)                                        | Akhenaton                    | 4:34 |
| 11.   | Je ne sais pas comment vivre (feat. K.Rhyme Le Roi)                                                        | Shurik'n                     | 4:15 |
| 12.   | Bladi (feat. K.Rhyme Le Roi et Khaled)                                                                     | Akhenaton                    | 5:29 |
| 13.   | Cracher du sang (feat. K.Rhyme Le Roi)                                                                     | Akhenaton                    | 4:25 |
| 14.   | Elle, chienne (feat. Angie)                                                                                | Kheops                       | 5:40 |
| 15.   | Force invisible                                                                                            | Imhotep                      | 4:58 |
| 16.   | Le rétor de Malek Sultan                                                                                   | IAM                          | 0:09 |
| 17.   | C'est notre hip-hop (feat. K.Rhyme Le Roi, Akhenaton, Sako, Def Bond, Faf Larage, Shurik'n et Sista Micky) | Dj Ralph                     | 5:19 |
| 18.   | 361 degrés                                                                                                 | Akhenaton                    | 1:29 |
| 19.   | La Terre n'est pas mon chez moi (feat. K.Rhyme Le Roi)                                                     | Akhenaton                    | 3:57 |
| 73:46 | |                              |      |